# Fundplatz Basses Coutures
In Basses Coutures westlich von  Beaumont-sur-Oise im Département Val-d’Oise in Frankreich wurde 2011 bei der Sondierung eines Baugebietes  eine eisenzeitliche Siedlung und zwei Menhire über einer neolithischen Grube entdeckt und ausgegraben.

## Die Siedlung
Die Ausgrabung wies eine Reihe von Vorratsgruben nach, die in das Schwemmland der Oise gegraben waren. Die Keramik aus den Gruben wurde in das 5. Jahrhundert v. Chr. (frühes La Tène) datiert. Die Gruben sind bis zu 1,8 m tief und hatten eine Speicherkapazität von mehreren Kubikmetern.
Später, am Ende des 2. Jahrhunderts und während des 1. Jahrhunderts v. Chr. stand hier ein gallischer Bauernhof einheimischer Tradition. Der Hof bestand aus zwei Einhegungen aus rechteckigen und trapezoiden Gräben und enthielt Gebäude auf Pfählen und Vorratsgruben.
Die Haupteinhegung hat eine Fläche von rund 4000 m2. Ihr V-förmiger Graben war etwa 3,0 m breit und 1,5 m tief. Das auf 17 Pfosten stehende etwa 70 m2 große Hauptgebäude war rechteckig.
Die zweite Einhegung hat eine Fläche von rund 2300 m2 und einen schmaleren und flacheren Graben. Einige menschliche Schädelfragmente wurden im Graben gefunden. Die Einbringung von Schädeln in Gräben ist während der späten Latene-Kultur weit verbreitet.
Die Einhegungen sind durch eine Passage verbunden. Dieses System wurde durch eine Palisade und einen kleinen senkrechten Graben gesichert. Außerhalb der Einhegungen lagen ein Getreidespeicher, Zäune, ein Pferch und kleine Vorratsgruben.

## Das Neolithikum im Pariser Becken
Rund 5100 v. Chr. siedelten die ersten neolithischen Gruppen im Pariser Becken. Während des Baus der Autobahn A16 wurden ihre Spuren auch in  Basses Coutures gefunden. Darunter waren die Gräber eines Mannes, einer Frau und eines Kindes, die in das frühe Neolithikum (5.100-4.700 v. Chr.) datiert wurden.
Etwa 4500 v. Chr. entstand in der Bretagne das Megalith-Phänomen. Das Val-d’Oise erreichte dieses Phänomen erst am Ende des Neolithikums (3500–2000 v. Chr.). Galeriegräber waren die zahlreichsten Megalithanlagen, von denen nur 15 überlebten. Einige Forscher glauben, dass es ursprünglich mehr als 300 waren. Die Denkmäler, wie Guiry-en-Vexin, enthalten mitunter die Überreste von mehreren hundert Personen.
Es gibt im Pariser Becken weniger Megalithen als in anderen Regionen Frankreichs. 21 Denkmäler bestehen im Val-d'Oise und 18 andere wurden seit dem Beginn des 19. Jahrhunderts zerstört, um Pflastersteine zu produzieren. Menhire, die ansonsten häufig in der Nähe von Wasser angetroffen werden, sind weniger häufig.

## Die gestürzten Menhire von Champagne-sur-Oise
In einer ovalen Grube wurden zwei liegende Orthostaten gefunden. Diese Menhire sind die ersten in der Region Île-de-France, die im archäologischen Kontext entdeckt wurden. 
- Der erste Menhir besteht aus ockerfarbenen Stampien Sandstein. Es ist 2 m lang und 70 cm breit.
- Der zweite Block mit ähnlichen Abmessungen, ist aus einem hellgrauen Kalkstein. Er wurde zugespitzt.
- Kleine Blöcke aus Kalkstein könnten Fragmente eines dritten Orthostaten sein. Die Standspur eines Menhirs wurde in der Mitte gefunden. Dieser Menhir ist eindeutig umgeworfen worden.

Diese zwei oder drei Menhire sind nicht die ersten in der Region Champagne-sur-Oise. Ein anonymer Text aus dem Jahre 1905 mit dem Titel "Excursion Presles et l'Isle-Adam, du 17 mai 1903", veröffentlicht im Bulletin de la Société d'Excursions scientifiques, berichtet von einer Steinreihe. M. Denise führte eine Ausgrabung durch, fand aber nur wenige neolithische Tonscherben und Feuerstein.
Ob die Menhire von Champagne-sur-Oise während des Neolithikums umgeworfen wurden, lässt sich anhand der gefundenen, frühgeschichtlich aussehenden Tonscherben nicht belegen. Doch ist das Phänomen der gestürzten Menhire aus der Bretagne bekannt. Die im 5. Jahrtausend v. Chr. aufgerichteten Megalithen wurden noch in neolithischer Zeit umgeworfen. Die großen Platten-Menhire von Locmariaquer wurden zerteilt und beim Bau von Dolmen wie Gavrinis wiederverwendet.